# Berger Béla
Berger Béla (Szombathely, 1931. augusztus 12. – Sydney, Ausztrália, 2005. december 18.) magyar származású magyar- ausztrál sakkmester.

## Életpályája
Bölcsész végzettséget szerzett. 1956-ban Zsedényi néven szerepelt sakkversenyeken. 1957 óta Ausztráliában élt, ahol ingatlanügynöksége volt.

## Sportpályafutása
- 1953. magyar mester
- 1963. nemzetközi mester
- 1964. ausztrál mester

Itthon 1950-ben a főiskolai bajnokságon  2-3., 1953-ban az  országos bajnokságon 5-8.helyet szerzett. Ausztráliában 1957 és 1961 években New South Wales állam bajnoka, 1959 és 1961 között 3 alkalommal  Sydney város bajnoka volt.